# جامعه زیست‌شناسی رشد بریتانیا
جامعه زیست‌شناسی رشد بریتانیا (انگلیسی: British Society for Developmental Biology) یا به‌اختصار BSDB، یک نهاد علمی است که در زمینهٔ ترویج و ارتقا پژوهش‌های زیست‌شناسی رشد فعالیت می‌کند. عضویت در این جامعه علمی برای کلیهٔ کسانی که به این حوزه از علم علاقه‌مندند و و با اساس‌نامهٔ این مرکز موافق هستند، آزاد است.
این نهاد علمی در سال ۱۹۴۸ در لندن و با عنوان اولیهٔ «کلوپ رویان‌شناسان لندن» پایه‌گذاری شد. در سال ۱۹۶۴ این کلوپ به یک جمعهٔ علمی مبدل گشت و عنوان فعلی خود را در سال ۱۹۶۹ میلادی به‌دست‌آورد.
این جامعه علمی، سه جایزه مهم اهدا می‌کند: «نشان وَدینگتون» به افراد برجسته‌ای که مشارکت علمی مهمی در زمینهٔ زیست‌شناسی رشد در بریتانیا داشته‌اند؛ جایزهٔ «شریل تیکل» به دانشمندان و متخصصان نیمه‌حرفه‌ای زن و سرانجام «نشان بدینگتون» برای بهترین پایان‌نامهٔ پی‌اچ‌دی در حوزهٔ زیست‌شناسی رشد.